# 古城堡墓群
古城堡墓群，位于山西省阳高县古城镇附近，分布在古城镇周围19平方公里的区域内，墓葬集中于许家窑、单家窑一带。现存58冢，保存比较完整。1941年9月，日本人水野清一偕助手2人先后两次发掘了六座墓葬，出土、运走一批汉代文物。2006年国务院公布为第六批全国重点文物保护单位。